# Sinval Ferreira da Silva
Sinval Ferreira da Silva, o Sinval, (Andradina, 08 de abril de 1971) é um ex-futebolista brasileiro que jogava como atacante.

## Carreira
Revelado pela Portuguesa de Desportos, foi destaque da Taça São Paulo de Juniores de 1991, ao lado de Dener, Tico e Pereira, sendo campeão e artilheiro da competição com 12 gols.
Em 1992, foi emprestado ao Grêmio, onde disputou 9 jogos no Campeonato Gaúcho.
Emprestado ao Novorizontino, foi vice-artilheiro do Campeonato Paulista de 1993, com 18 gols.
Em julho de 1993, chegou ao Botafogo, onde teve passagem marcante, sendo artilheiro (8 gols) e campeão da Copa CONMEBOL de 1993.
Com o rendimento mostrado, chamou atenção do Lugano da Suíça, que contratou o jogador por duas temporadas. Pelo clube, disputou 63 partidas e marcou 18 gols.
Em junho de 1997, foi repatriado pelo Botafogo, para uma segunda passagem no clube carioca.
No ano seguinte, chegou ao Coritiba, onde disputou 47 jogos e marcou 19 gols em sua primeira temporada. Passou a ser chamado pela torcida Coxa Branca de "Artilheiro da Paz".
Disputa o Campeonato Paulista de 1999 pela Inter de Limeira e no final de abril retorna ao Coritiba, onde conquista o Campeonato Paranaense pelo clube, quebrando uma seca de 10 anos.
Em 2000, defendeu o Santa Cruz e o Vitória.
Chegou em agosto de 2001 ao Fortaleza, para disputa da Série B e ainda no mesmo ano disputou o Brasileirão de 2001 pelo Guarani, onde foi o artilheiro do time com 7 gols.
Em janeiro de 2002, retorna à Portuguesa, com contrato válido por um ano.
Em 2003, disputou a Série B do Brasileiro pelo Marília.
Defendeu também o Paraná Clube, em 2004, onde teve uma passagem um pouco apagada.
Em 2007, defendeu o Imperatriz.
Se aposentou em abril de 2007, após uma passagem pelo Grêmio Barueri.
Em 2010, se tornou treinador do Misto de Três Lagoas.

## Títulos
Portuguesa:
- Copa São Paulo de Futebol Júnior: 1991

Paysandu:
- Campeonato Paraense: 1992

Botafogo:
- Copa CONMEBOL: 1993[1]

Coritiba:
- Campeonato Paranaense: 1999

## Artilharias
Portuguesa
- Artilheiro da Copa São Paulo de Futebol Júnior 1991 (Recordista de gols em uma única edição com 12 gols)

Botafogo
- Artilheiro da Copa CONMEBOL: 1993 (8 Gols)